# Paseas (Tyrann)
Paseas (altgriechisch Πασέας Paséas; † 252/251 v. Chr. in Sikyon) war ein Tyrann der altgriechischen Stadt Sikyon.
Er folgte 253/252 v. Chr. seinem ermordeten Sohn Abantidas nach. Schon nach einem Jahr wurde er ebenfalls ermordet. Sein Mörder Nikokles wurde sein Nachfolger.